# سنط عديم العصب
سنط عديم العصب أو قرظ عديم العصب (الاسم العلمي: Acacia aneura)،والمعروفة باسم مولغا أو المولغا الحقيقية، هي شجيرة أو شجرة صغيرة موطنها المناطق النائية القاحلة في أستراليا. إنها الشجرة السائدة في الموطن الذي سُميت عليه (مولغا) والتي توجد في معظم أنحاء أستراليا الداخلية. تم تخصيص مناطق محددة لشجيرات المولغا في غرب أستراليا وأراضي مولغا في كوينزلاند.
يأتي اسم النوع من الكلمتين الإغريقيتين a (ليس) وneuron (عصب) في إشارة إلى عدم وجود عروق واضحة على الورقيات.